# Angel Illarramendi
Angel Illarramendi "Larranaga" (født 5. april 1958 i Zarautz, Spanien) er en spansk/baskisk komponist, pianist, lærer og guitarist.
Illarramendi startede med at spille guitar som barn, og studerede klaver privat i sin ungdom. Han studerede kompostion, harmonilærer, kontrapunkt og fuga senere på San Sebastian Musikkonservatorium hos Francisco Escudero. Han har skrevet 9 symfonier, orkesterværker, kammermusik, koncertmusik, instrumentalværker, filmmusik, sidst nævnte som han er mest kendt for. Illarramendi underviste i harmonilærer på flere musikskoler.

## Udvalgte værker
- Symfoni nr. 1 "Blå mark" (1984) - for orkester
- Symfoni nr. 2 (1986) - for orkester
- Symfoni nr. 3 "Hvid sten" (1988) - for orkester
- Symfoni nr. 4 "Naiv Symfoni" (1993) - for orkester
- Symfoni nr. 5 (1996) - for orkester
- Symfoni nr. 6 (1998) - for orkester
- Symfoni nr. 7 (2007) - for orkester
- Symfoni nr. 8 (2011) - for orkester
- Symfoni nr. 9 (2014) - for orkester
- Klarinetkoncert (?) - for klarinet og orkester